# Consommation énergétique des bâtiments
La consommation énergétique de la construction (la consommation énergétique des bâtiments) forme une bonne part de la consommation énergétique mondiale.
Le secteur de la construction consomme jusqu'à 40 % de toute l'énergie et contribue jusqu'à 30 % des émissions annuelles mondiales de gaz à effet de serre. Étant donné la croissance massive de la construction neuve dans les économies en transition et l'inefficacité du parc immobilier existant dans le monde, si rien n'est fait, les émissions de gaz à effet de serre des bâtiments vont plus que doubler au cours des 20 prochaines années.

## Cycle de vie d'un bâtiment et énergie
Typiquement, le cycle de vie d'un bâtiment peut être divisé en les phases suivantes : 
- extraction des matières premières nécessaires ;
- traitement et fabrication de matériaux de construction et de composants de construction ;
- transport et installation de matériaux de construction et de composants ;
- exploitation, entretien et réparation de bâtiments ;
- élimination des matériaux à la fin du cycle de vie du bâtiment.

Chaque phase demande de l'énergie, du matériel et d'autres ressources pour initier chacune des phases du cycle (Chacune de ces phases comprend plusieurs sous-cycles pour compléter cette phase particulière). Chaque phase du cycle de vie d'un bâtiment affecte l'environnement et doit être étudiée pour produire un bâtiment performant et économe en énergie.
L'énergie consommée au cours du cycle de vie d'un bâtiment peut être divisée en énergie opérationnelle, énergie intrinsèque appelée aussi énergie grise et énergie de désaffectation. L'énergie opérationnelle est requise pour le chauffage, le refroidissement, la ventilation, l'éclairage, l'équipement et les appareils. L'énergie grise est une énergie non renouvelable requise pour produire initialement un bâtiment et le maintenir pendant sa durée de vie utile. Il comprend l'énergie utilisée pour acquérir, traiter et fabriquer les matériaux de construction, y compris tout transport lié à ces activités (énergie indirecte); l'énergie utilisée pour transporter les produits de construction sur le site et construire le bâtiment (énergie directe); et l'énergie consommée pour maintenir, réparer, restaurer, remettre en état ou remplacer des matériaux, des composants ou des systèmes pendant la durée de vie du bâtiment (énergie récurrente). L'énergie de Mise hors service est l'énergie utilisée pour la démolition/déconstruction du bâtiment et le transport des matériaux démolis/récupérés vers les centres d'enfouissement/recyclage.
Ce sont les étapes envisagées dans une analyse du cycle de vie.

## Bilan énergétique par secteurs et par pays

### Secteur de la construction
Aux États-Unis

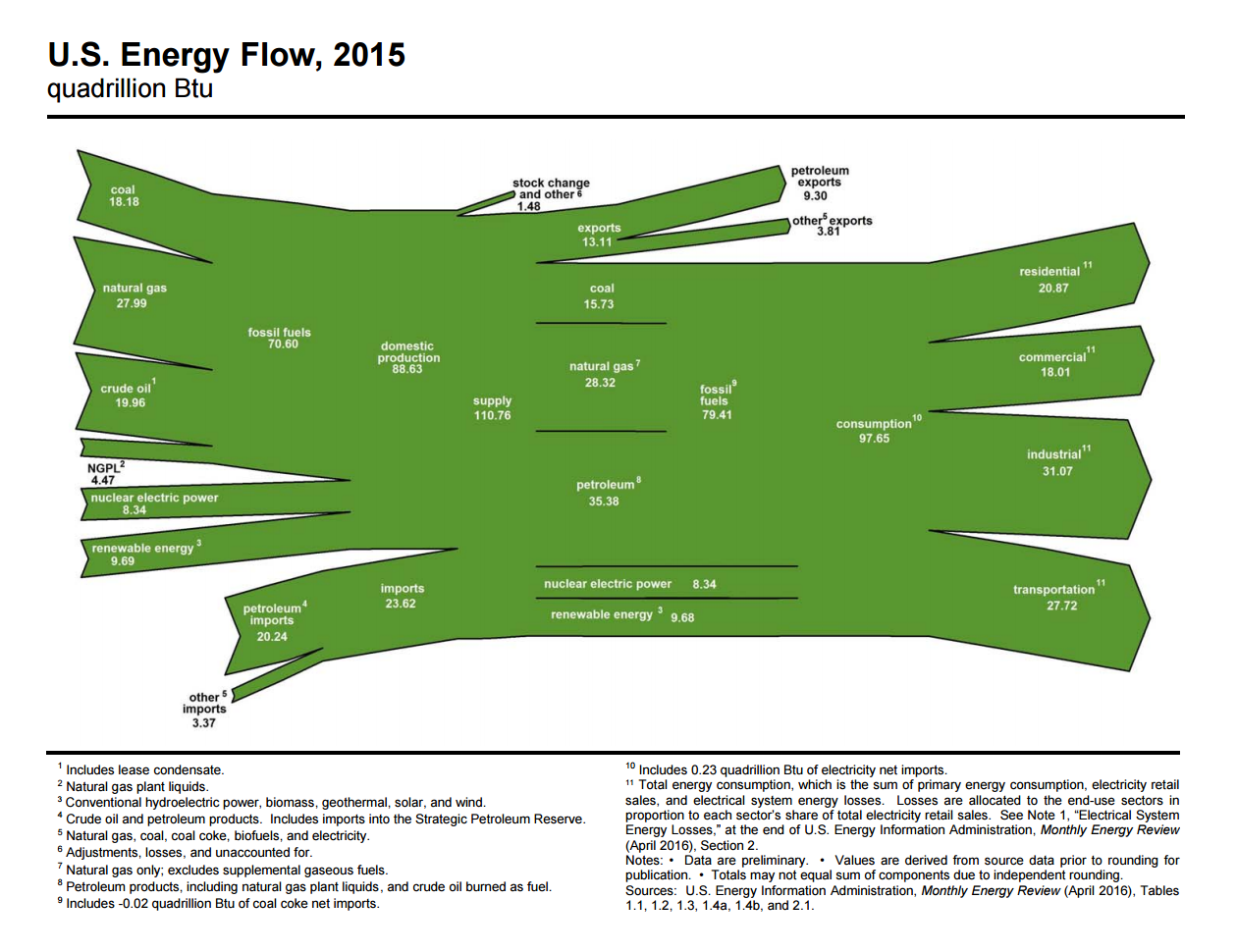
Flux d'énergie US, 2015

Énergétiquement parlant, le secteur des bâtiments est formé par le secteur résidentiel et le secteur commercial, secteurs d'utilisation de l'énergie qui couvrent résidences unifamiliales et multifamiliales, bureaux, magasins, restaurants, entrepôts, autres bâtiments utilisés à des fins commerciales et édifices gouvernementaux. La construction des bâtiments eux-mêmes (code 23 SCIAN) est reprise dans le secteur industriel.
Les utilisations courantes de l'énergie associées aux secteurs résidentiels et commerciaux comprend le chauffage des locaux, le chauffage de l'eau, la climatisation, l'éclairage, la réfrigération, la cuisson et l'utilisation d'une grande variété d'autres équipements. En 2011, 41 % de l'énergie primaire des États-Unis ont été consommés par les secteurs résidentiels et commerciaux, et comparativement 30 % pour le secteur industriel, 29 % de plus secteur des transports. Sur les 39 PBtu (quads) consommés dans les secteurs des bâtiments, les maisons représentaient 54 % et les bâtiments commerciaux représentaient 46 %. Parmi les sources d'énergie utilisées par le secteur des bâtiments des États-Unis, 75 % provenaient des combustibles fossiles, 16 % de la production nucléaire et 9 % des énergies renouvelables.
Les États-Unis à eux seuls (97,8 PBtu) consomment 19 % de l'énergie mondiale, record battu en 2010 par la Chine qui prend la première place avec 22,9 % de l'énergie totale consommée. Les secteurs résidentiel et commercial aux États-Unis comptaient à eux seul pour 7 % de la consommation énergétique primaire globale.
Entre 2008 et 2010, la consommation d'énergie aux États-Unis a diminué de 2 % à 97,8 quads. Cette baisse de la consommation d'énergie aux États-Unis peut être attribuée à la récession économique qui a suivi la crise financière mondiale de 2007-2008, qui a eu un impact particulièrement dur sur le secteur du bâtiment. Les dépenses énergétiques totales dans le secteur du bâtiment ont diminué de 8 % pour s'établir à 417,8 milliards de dollars de 2008 à 2009, soit la plus forte baisse en pourcentage au cours des 30 dernières années. La valeur de la construction neuve a encore diminué pour la quatrième année consécutive et a été évaluée à 377,4 milliards de dollars, soit 55 % de moins qu'à son apogée en 2006, où la construction de nouveaux bâtiments était évaluée à 843,6 milliards de dollars. Comme prévu, le nombre de personnes employées dans l'architecture et la construction a également diminué depuis 2006. Plus de 7,9 millions de personnes étaient alors employées dans les deux industries, contre 5,7 millions en 2010, soit une baisse de 27 %.
Le secteur des bâtiments a consommé 20 quads de l'énergie finale (sur site) en 2010. L'énergie finale ne comprend pas les pertes d'énergie pendant la production, le transport ou la distribution aux clients (transmission et distribution - T&D). Le chauffage des locaux (37 %), le refroidissement des espaces (10 %), le chauffage de l'eau (12 %) et l'éclairage (9 %) sont les quatre postes d'utilisation finale les plus consommateurs - représentant près de 70 % de la consommation d'énergie finale. D'autres utilisations finales, telles que l'électronique grand public (4 %), les appareils de cuisine et la ventilation , etc. constituaient le reste.
La consommation d'énergie primaire des États-Unis a augmenté de 48 % entre 1980 et 2009 et après une courte période de stagnation une croissance régulière est prévue jusqu'en 2035. La consommation totale d'énergie primaire devrait atteindre plus de 45 quads d'ici 2035, soit une augmentation de 17 % par rapport à 2009. Cette croissance de la consommation énergétique du secteur des bâtiments est principalement alimentée par la croissance démographique, celle des ménages et des surfaces commerciales, qui devraient augmenter entre 2009 et 2035 de respectivement 27 %, 31 % et 28 %. L'utilisation du charbon devrait augmenter de 11 % au cours de la même période, tandis que la consommation de gaz naturel augmenterait de 17 %. L'utilisation de ressources renouvelables non hydroélectriques, y compris l'énergie éolienne, solaire et les biocarburants, devrait augmenter de 109 %.
En France
En France entre 700 ktep et 1 Mtep de produits pétroliers auraient été consommé en 2007 par le secteur de la construction, et entre 150 et 250 ktep de gaz naturel. A ceci s’ajoute une consommation de 3,5 millions de tonnes de produits pétroliers pour la fabrication de bitume.

### Secteur résidentiel
Aux États-Unis
Aux États-Unis la récession consécutive à la crise financière mondiale de 2007-2008 a continué en 2010 ce qui s'est traduit par une baisse de 66 % du nombre de logements neufs par rapport à 2006. Les dépenses en énergie résidentielle ont diminué de 7 %, ou 18 milliards de dollars entre 2008 et 2009, la plus grande décrue en pourcentage de ces 30 dernières années. Dans le même temps, les émissions de dioxyde de carbone des bâtiments résidentiels ont diminué de 5 %. Le chauffage et le refroidissement des locaux - qui représentent ensemble 54 % de la consommation d'énergie sur site et 43 % de la consommation d'énergie primaire - stimulent la demande d'énergie résidentielle.
La consommation d'énergie primaire dans le secteur résidentiel a atteint 20,99 quads en 2009, soit 54 % de la consommation dans le secteur du bâtiment et 22 % de la consommation totale d'énergie primaire aux États-Unis. Près de la moitié (49 %) de cette énergie primaire a été perdue pendant la transmission et la distribution (T&D). La consommation d'énergie a augmenté de 24 % entre 1990 et 2009. Cependant, en raison des améliorations prévues dans l'efficacité énergétique des bâtiments et des appareils électroménagers, les prévisions annuelles 2012 de l'Energy Information Administration prévoyaient une augmentation de 13 % entre 2009 et 2035. Le chauffage des locaux a exigé la plus grande part de la consommation d'énergie sur site à 5,23 quads, soit 45 %. Quarante-trois pour cent de l'énergie sur site a été consommée en tant que gaz naturel. Toute l'énergie utilisée pour le refroidissement de l'espace, l'éclairage, l'électronique et la réfrigération était consommée sous forme d'électricité. L'électricité représentait 70 % de la consommation totale d'énergie primaire, mais seulement 4,95 quads d'électricité ont été effectivement livrés aux ménages américains en raison des pertes de T&D.
Il y a une nette tendance à l'amélioration de l'efficacité des logements résidentiels. Les maisons construites entre 2000 et 2005 utilisaient 44 700 Btu par pied carré de plancher chauffé - 14 % de moins que les maisons construites dans les années 1980 et 40 % de moins que les maisons construites avant 1950. Il y a également eu une tendance vers des maisons de plus grande taille. Plus précisément, les maisons unifamiliales construites entre 2000 et 2005 sont 29 % plus grandes en moyenne que celles construites dans les années 1980 et 38 % plus grandes que celles construites avant 1950. Cependant, considérant tous les types d'habitations, les maisons construites avant 1950 sont 11 % plus grandes en moyenne. Les maisons les plus anciennes qui ont généralement des systèmes moins efficaces et peu ou pas d'isolation ont une consommation d'énergie par ménage plus élevée que toutes les autres. En dépit de meilleures pratiques de construction et de nouveaux systèmes, l'augmentation de la superficie moyenne des nouvelles maisons a oblitéré l'amélioration de leur efficience.
Les profils de consommation d'énergie des maisons unifamiliales et multifamiliales (immeubles d'appartements) sont très différents. En moyenne, les maisons multifamiliales consommaient 64,1 millions de Btu par ménage, soit 9 % de moins que les Mobil homes et 40 % de moins que les maisons unifamiliales. La différence était la plus prononcée pour les maisons multifamiliales dans les immeubles de 5 logements ou plus, qui consommaient environ la moitié de l'énergie consommée par la maison unifamiliale moyenne. L'une des raisons est que les nouvelles maisons unifamiliales construites depuis 1990 occupent en moyenne environ la moitié de la surface au sol par rapport aux nouvelles maisons unifamiliales.
Bien que les maisons multifamiliales consomment le moins d'énergie par foyer, elles consomment plus d'énergie par mètre carré de plancher chauffant, soit 78300 Btu. Les maisons mobiles consomment 5 % moins d'énergie par mètre carré que les maisons multifamiliales, et la maison unifamiliale moyenne en utilise 26 % de moins. La demande en énergie pour le chauffage de l'eau, la cuisson et la réfrigération est principalement indépendante de l'espace au sol, ce qui entraîne une consommation plus élevée par pied carré dans les ménages plus petits.
Les intensités de consommation d'énergie les plus élevées par ménage se situaient dans le Nord-Est des États-Unis et le Midwest. C'est en partie parce que la taille moyenne des ménages est la plus élevée dans le Midwest à 2 566 pieds carrés, tandis que le Nord-Est des États-Unis a la plus grande part de maisons construites avant 1950 et la plus petite proportion de maisons construites entre 1990 et 2005. Le chauffage des locaux constituait la plus grande partie de la consommation d'énergie livrée dans les deux régions. D'un autre côté, le ménage moyen dans le Sud n'a besoin que de 20,4 millions de Btu pour le chauffage des locaux, soit moins du tiers de l'énergie nécessaire pour le chauffage des locaux dans le ménage moyen du Nord-Est. Les ménages de l'Ouest américain ont également besoin de moins d'énergie pour le chauffage des locaux en moyenne - 23,8 millions de Btu par ménage - et n'ont besoin que de 4 millions de Btu par ménage pour le refroidissement, contre 13,9 Btu par ménage dans le Sud des États-Unis. Les autres utilisations finales étaient relativement uniformes dans les quatre régions. Les caractéristiques du secteur résidentiel ont changé en réponse à l'économie et à d'autres facteurs. Par exemple, la construction neuve a augmenté de façon constante, passant de 1,8 million de maisons en 2001 à 2,1 millions en 2006, mais elle a diminué depuis, avec un peu plus de 700 000 nouvelles habitations construites en 2010. Cette année-là, 52 % des maisons familiales ont été construites et 68 % des mobil houses ont été placées dans le Sud. En fait, le Sud a représenté la plus grande part de la construction résidentielle au cours des 30 dernières années. Cette tendance est significative en raison des intensités de consommation d'énergie plus faibles associées aux maisons dans cette région. 
La répartition géographique des nouveaux logements a contribué à une plus grande consommation d'électricité dans le secteur résidentiel - passant de 53 % de l'énergie primaire en 1980 à 69 % en 2009 - alors que plus de maisons sont équipées d'équipements de chauffage et de refroidissement. Le pourcentage de nouvelles maisons unifamiliales climatisées a augmenté de 62 % en 1980 à 79 % en 1995 et à 88 % en 2010. Récemment, les systèmes de chauffage par pompe à chaleur ont également gagné des parts de marché, passant de 23 % à 2001 à 38 % en 2010. Les appareils de chauffage à l'air chaud représentent toujours le type de système de chauffage le plus répandu - 56 % des nouveaux logements en possédaient un en 2010.